# 小行星6674
小行星6674（6674 Cézanne）是一颗绕太阳运转的小行星，为主小行星带小行星。该小行星于1971年3月26日发现。

## 轨道参数
小行星6674的轨道半长轴为2.4579624 UA，离心率为0.151。